# Chindasvinto Linkando La Movida
Chindasvinto Linkando La Movida es un álbum recopilatorio de varios artistas perteneciente a la compañía discográfica EMI editado en 2002 compuesto por 8 canciones.

## Canciones
| N.º | Título                           | Intérprete           | Duración |  |
| 1.  | «Cómo pudiste hacerme esto a mí» | Alaska y Dinarama    |          |  |
| 2.  | «Mari Pili»                      | Ejecutivos Agresivos |          |  |
| 3.  | «La culpa fue del cha-cha-cha»   | Gabinete Caligari    |          |  |
| 4.  | «Chica de ayer»                  | Nacha Pop            |          |  |
| 5.  | «Servicio especial»              | Platino              |          |  |
| 6.  | «Enamorado de la moda juvenil»   | Radio Futura         |          |  |
| 7.  | «Por las noches»                 | Los Ronaldos         |          |  |
| 8.  | «En mi prisión»                  | Fangoria             |          |  |